# Unziale

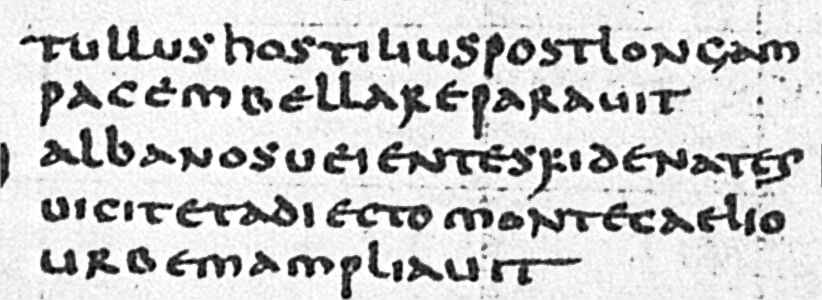
Beispiel für die lateinische Unzialschrift: Tullus Hostilius post longam pacem bellare paravit. Albanos, Veientes, Fidenates vicit et adiecto monte Caelio urbem ampliavit. (Im Original ohne Groß-/Kleinschreibung, ohne Wortabstände und ohne Satzzeichen.)
Deutsch: „Tullus Hostilius begann nach der langen Friedenszeit Krieg zu führen. Er besiegte die Albaner, die Veienter und die Fidenaten und er vergrößerte die Stadt [Rom], indem er ihr den Hügel Caelius hinzufügte.“

Die Unziale oder Unzialschrift (lateinisch littera uncialis) ist eine Form der Majuskelschrift, die als lateinische Unziale (2. bis 8. Jahrhundert) und als griechische Unziale (4. bis 15. Jahrhundert) in Erscheinung trat. Für diese Unzialschriften sind gerundete, serifenlose Buchstaben charakteristisch, ferner einige Ober- und Unterlängen, die aber noch nicht sehr ausgeprägt sind.
Die gotische Unziale aus der Zeit der Gotik (ab 12. Jahrhundert) nimmt stilistisch und im Blick auf ihre Verwendung eine Sonderstellung ein.
Die Halbunziale ist eine Minuskelschrift, die somit nicht zu den Unzialen zählt.

## Lateinische Unziale

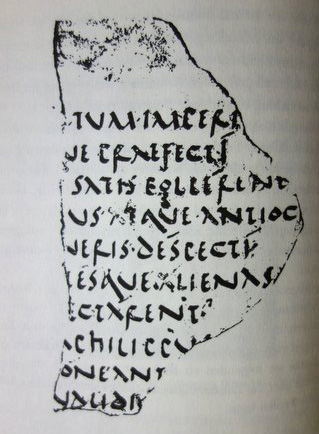
Fragment De bellis Macedonicis, um 100 n. Chr., Übergang zur Unziale

Die lateinische Unzialschrift ist wahrscheinlich aus der älteren römischen Kursive entstanden. Im Gegensatz zur Capitalis ist die Unziale vorwiegend eine Buchschrift. Die Unziale wurde mit dem Calamus auf Papyrus, Prachtexemplare mit dem Federkiel auf Pergament geschrieben.
Das älteste Originalfragment eines lateinischen Pergamentkodex (De bellis Macedonicis, um 100 n. Chr.) wurde um 1900 im ägyptischen Oxyrhynchos gefunden. Es ist eine Übergangsform zwischen der Capitalis rustica und Unzialschrift. Zusammen mit dem Brieffragment von Cyprianus (um 250 n. C.) und den Epitomen des Livius wurden diese Übergangsschriften scriptura mixta genannt.
Die „kursive“ Unziale entstand durch eine Vereinfachung des Schreibvorgangs. Die Römer benutzten Griffel, um auf Wachstafeln zu schreiben, und den Calamus (Rohrfeder) auf Papyrus. Mit der breiten Rohrfeder sind nur „zusammengesetzte“ Buchstaben möglich, denn beim Rückwärts„schieben“ fließt keine Tinte. Der erste, kraftvolle Grundstrich wird von oben nach unten geführt oder schräg von oben-rechts nach unten-links. Der zweite Strich ist entweder linear von unten-links oder waagrecht. Das flüssigere Schreiben der eckigen Buchstabenteile führte zu Rundungen bei A, D, E, H, M und V sowie zu kurzen Ober- und Unterlängen bei D, F, H, L, P und Q. Dies waren deutliche Abweichungen von der klassischen Capitalis. Besonders auffällig sind die Rundungen bei den Buchstaben E und M sowie beim V, das zu einem U wurde. So entstanden neue Schriften: die römische Kursive (Capitalis cursiva) als Alltagsschrift und die Unziale als Buchschrift.
Die Unziale entstand im 2. Jahrhundert (wahrscheinlich in Rom) und wurde bis zum 6. Jahrhundert für juristische Texte, Bücher (Codices) und darüber hinaus als Auszeichnungsschrift verwendet.

Lateinische Unziale
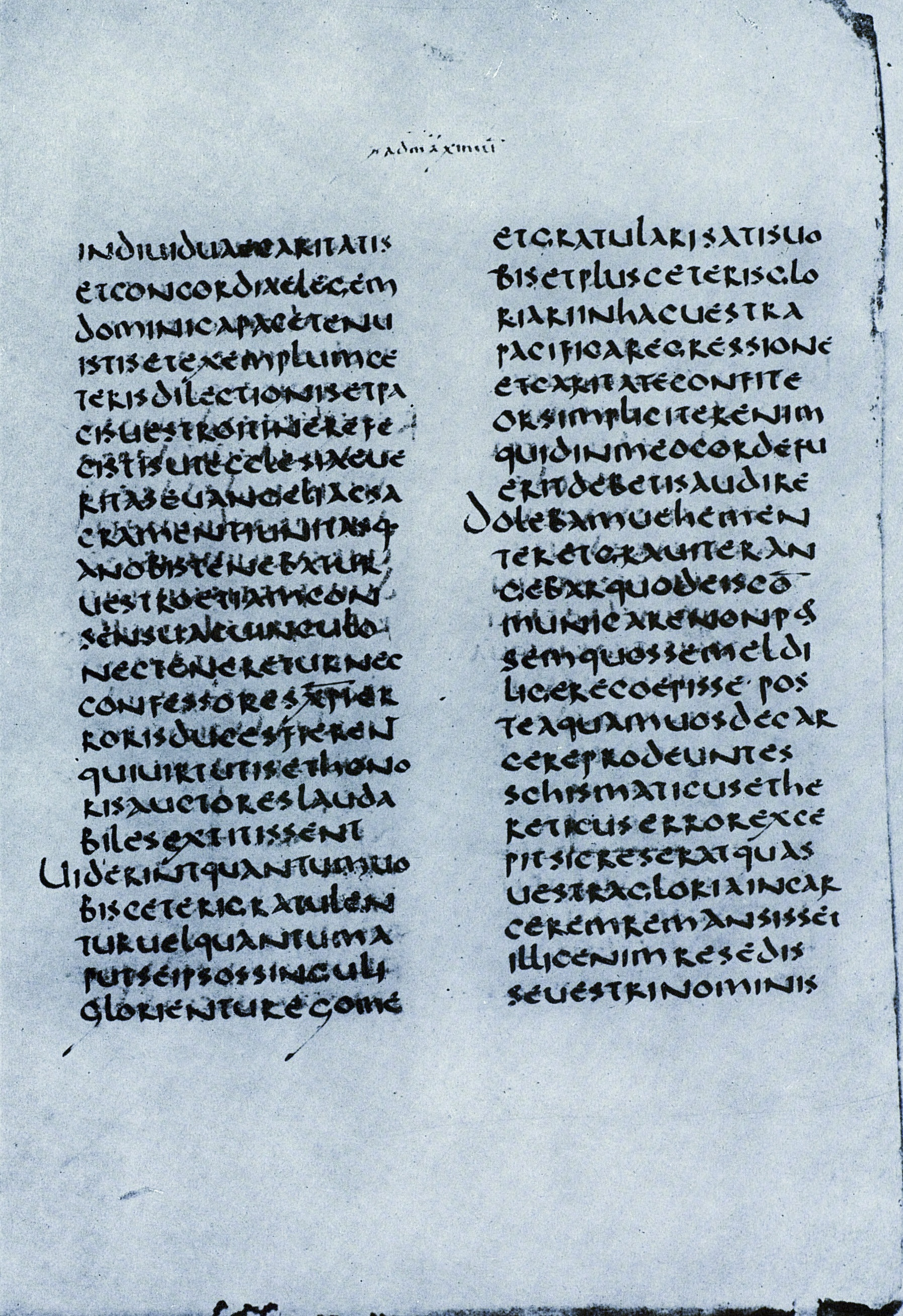
Cyprianus-Briefe, Pergamentkodex, 4. Jahrhundert
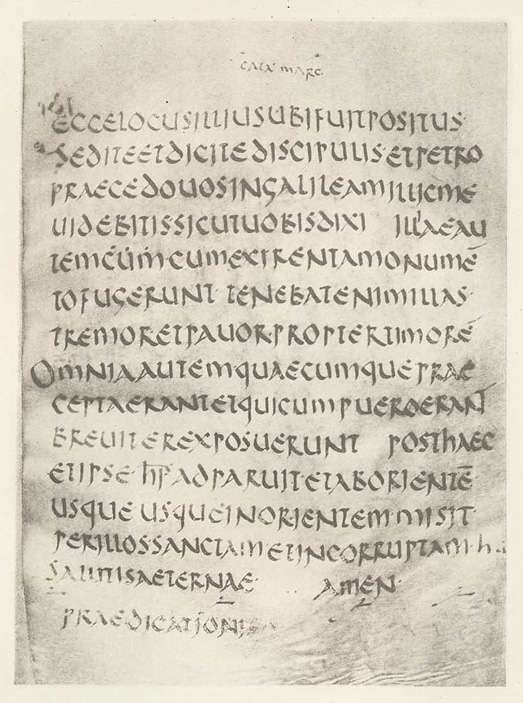
Codex Bobiensis, um 400

## Griechische Unziale

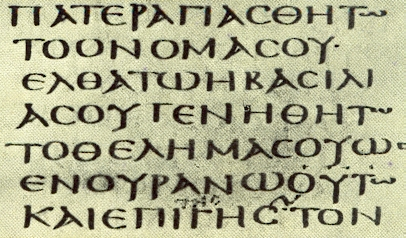
Codex Sinaiticus: griechische Unziale, 4. Jahrhundert

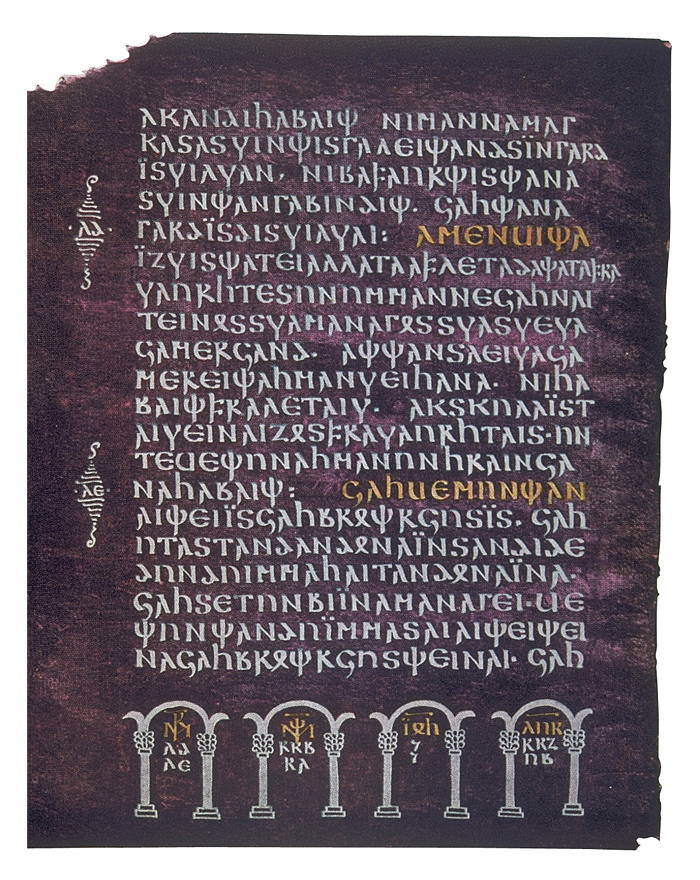
Codex Argenteus, um 505, ein Evangeliar in gotischer Sprache. Die meisten Buchstaben sind der Form nach griechische Unzialbuchstaben.

Mehr als 300 Handschriften des Neuen Testaments in griechischer Unzialschrift erhalten. Vollständig erhalten sind beispielsweise der Codex Sinaiticus und der Codex Vaticanus. Die unziale Handschrift der griechisch-biblischen Codices wird manchmal Bibelmajuskel genannt.
Das gotische Alphabet, das der gotische Bischof Wulfila im 4. Jahrhundert zur Übersetzung des Neuen Testaments in die gotische Sprache schuf, bestand überwiegend aus griechischen Buchstaben in Unzialform, denen Wulfila einige lateinische Buchstaben und Runen beimischte.

## Gotische Unziale
Die gotische Unziale hat nichts mit Bischof Wulfila und der gotischen Sprache zu tun. Diese „Zier-Unziale“ ist nach der Epoche der Gotik benannt, der sie zeitlich angehört.

## Bezeichnung
Zur Herkunft der Bezeichnung Unziale werden verschiedene Angaben gemacht. Bereits der Kirchenvater Hieronymus sprach von „uncialibus […] litteris“ (Dativ von unciales litterae, „Unzial-Buchstaben“), aber erst Jean Mabillon bezog die unciales litterae oder litterae unciales auf die heute Unziale genannte Schrift. Mabillon behauptete in seinem Werk De re diplomatica (1681), die Großbuchstaben der römischen Majuskelschrift seien schon in der Antike unter anderem unciales genannt worden, da sie eine uncia groß seien, „das heißt ein Zwölftel eines Fußes“. Dabei irrte er sich, denn der Fuß wurde in der Spätantike noch in 16 Fingerbreiten unterteilt, erst im Mittelalter wurde der Fuß in zwölf Untereinheiten geteilt.
Laut dem italienischen Paläografen Ambrogio M. Piazzoni wurde die Bezeichnung Unziale erst später erstmals verwendet, nämlich in einem französischen Traktat aus dem Jahr 1755, das zwei gelehrte Benediktiner der Mauriner-Kongregation (Charles François Toustain und René Prosper Tassin) verfassten. Wie schon Mabillon setzten sie sich mit der Textstelle bei Hieronymus auseinander, die laut Piazzoni sehr unklar ist und ganz verschieden interpretiert wurde. Eine von mehreren Hypothesen lautet, dass Hieronymus initiales schrieb, was dann als unciales fehlgelesen worden sei.
Laut einem Tutorium der Universität Zürich zur Schriftgeschichte stammt die Bezeichnung Unziale nicht von uncia ab, sondern von lateinisch uncus = ‚Bogen‘, ‚Haken‘, und zwar wegen der runden Formen dieser Schrift, die einen auffälligen Gegensatz zu den eckigen Buchstaben der Capitalis bilden.